# Viktor Getmanov
Viktor Pavlovich Getmanov (Leselidze, 4 de maio de 1940 - 23 de abril de 1995) foi um futebolista soviético que atuava como defensor.

## Carreira
Viktor Getmanov fez parte do elenco da Seleção Soviética na Copa do Mundo de 1966. 

## Ligações Externas
- Perfil (em inglês)